# Cathegesis angulifera
Cathegesis angulifera is een vlinder uit de familie van de tastermotten (Gelechiidae). De wetenschappelijke naam van de soort is, als Acompsia angulifera, voor het eerst geldig gepubliceerd in 1897 door Walsingham.